# Oberonia falcata
Oberonia falcata är en orkidéart som beskrevs av George King och Robert Pantling. Oberonia falcata ingår i släktet Oberonia och familjen orkidéer. Inga underarter finns listade i Catalogue of Life.